# Steeven Saba
Steeven Issa Saba (Puerto Príncipe, Haití, 24 de febrero de 1993) es un futbolista profesional haitiano que juega como mediocampista en el Violette A. C. de la Liga de fútbol de Haití.

## Primeros años
Saba nació en Port-au-Prince y es hijo del exfutbolista Grégory Saba.

## Clubes

### Montreal Impact
El 29 de enero de 2020, Saba firmó con el Montreal Impact de la Major League Soccer un contrato de un año con opciones para 2021 y 2022.
Saba recordó su experiencia firmando con el club como un "sueño hecho realidad" por la oportunidad de jugar para el técnico de Impact y ex leyenda de Francia, Thierry Henry. Expresó abiertamente su gratitud a su ex club haitiano Violette y a la selección nacional de Haití por ayudarlo a preparar el escenario para que participara en la Copa Oro de CONCACAF 2019, donde su juego atrajo cierta atención entre los clubes de la región.
El 12 de marzo de 2020, la MLS suspendió el torneo debido a la pandemia de COVID-19. Saba, al igual que otros jugadores de Impact durante este tiempo, no pudo entrenar dentro de las instalaciones del club, ya que no había sido autorizado por las autoridades sanitarias locales y, en cambio, realizó sesiones de entrenamiento voluntarias. El 20 de mayo de 2020, Saba se rompió el pie izquierdo en un trote de rutina cerca de su casa en Montreal y estuvo fuera de actividad durante ocho a doce semanas.
El 27 de noviembre de 2020, Montreal se negó a ejercer su opción para 2021.

## Selección nacional

### Estados Unidos
Saba, quien también tiene pasaporte de los Estados Unidos, fue convocado por la selección nacional masculina de fútbol sub-18 de los Estados Unidos para un campamento en 2009.
Saba hizo su debut internacional con Haití el 29 de mayo de 2018 en un partido amistoso contra Argentina. En mayo de 2019, fue incluido en el equipo haitiano para la Copa Oro de CONCACAF 2019. Saba anotó su primer gol para Haití durante el torneo el 20 de junio contra Nicaragua.

### Goles internacionales
Las puntuaciones y los resultados enumeran el recuento de goles de Haití en primer lugar.
| N.º | Fecha               | Sede                                                                | Adversario | Gol  | Resultado | Competencia                         |
| --- | ------------------- | ------------------------------------------------------------------- | ---------- | ---- | --------- | ----------------------------------- |
| 1.  | 20 de junio de 2019 | Estadio Toyota, Frisco, Estados Unidos                              | Nicaragua  | 2 –0 | 2-0       | Copa Oro CONCACAF 2019              |
| 2.  | 7 de junio de 2022  | Estadio Olímpico Félix Sánchez, Santo Domingo, República Dominicana | Montserrat | 3 –1 | 3–2       | 2022-23 CONCACAF Liga de Naciones B |
| 3.  | 11 de junio de 2022 | Synthetic Track and Field Facility, Leonora, Guyana                 | Guyana     | 2 –0 | 6–2       | 2022-23 CONCACAF Liga de Naciones B |